# СУ-Д25
СУ-Д25 — проєкт радянської самохідної артилерійської установки на базі САУ СУ-85, в свою чергу зробленої на базі вузлів і агрегатів танка Т-34.

## Історія створення
Зняття з виробництва СУ-122, скарги фронтових командирів на недостатню вогневу міць СУ-85 проти довготривалих вогневих точок противника призвели до початку розробки проєктів середніх САУ на базі танка Т-34, озброєних більш потужними гарматами, ніж 85-мм гармата Д-5С. Одним з таких проєктів була САУ СУ-Д25, де основним озброєнням була дослідна гаубиця Д25 заводу № 9. Розгляд проєкту спеціальною комісією призвів до його позитивної оцінки, можливість виготовлення і бойова цінність такої САУ не піддавалися сумніву. Розпорядження ДКО про початок робіт по протитанковим засобам, призначеними для боротьби з німецькими танками (перш за все — «Тиграми» та «Пантерами»), було видано 29 серпня 1943 року. Відповідно до нього, жовтні того ж року КБ Уралмашзавода, з санкції Управління самохідної артилерії і Головного артилерійського управління РСЧА розробило чотири проєкти САУ. Передбачалося, що СУ-Д25 в найближчому часі зможе замінити СУ-122, потужності гаубиці яких не вистачало для ефективного ураження ворожих важких танків.

## Проєкт

### Броньовий корпус та рубка
СУ-Д25 мала диференційоване протиснарядне бронювання з застосуванням раціональних кутів нахилу броні. Броньовий корпус САУ виконувався конструктивно як єдине ціле з рубкою і збирався за допомогою зварювання з катаних листів і плит броньової сталі товщиною 20, 45 і 75 мм. Лобова частина корпусу складалася з двох з'єднаних клином плит: верхньої, товщиною 75 мм, розташованої під нахилом в 50 ° до вертикалі, і 45-мм нижньої, що мала нахил в 45 °. Борти корпусу виконувалися з 45-мм бронеплит, верхня їх частина в районі моторно-трансмісійного відділення розташовувалася під нахилом в 40 °, тоді як в районі бойового відділення плити, які утворювали борта рубки, розташовувалися вертикально — установка 122-мм гармати потребувала значного обсягу доробок, належало збільшити габарити бойової рубки і встановити бортові броньові листи вертикально. Днище, дах корпусу і рубки виготовлялися з 20-мм броньових листів.

### Двигун
На СУ-Д25 планували встановити V-подібний 12-циліндровий чотиритактний швидкохідний дизельний двигун рідинного охолодження об'ємом 38880 см³, з максимальною потужністю 500 к.с., струменевим розпиленням палива і двовальним розподільним механізмом, моделі В-2-34, розроблений під керівництвом К. Ф. Челпан.

### Ходова частина
Ходова частина самохідної артилерійської установки була майже ідентична базовому танку Т-34. Стосовно до одного борту, до її складу входили 5 двоскатних опорних котків великого діаметру (830 мм) з гумовими бандажами, ведуче і напрямне колесо. Підтримувальні котки відсутні, верхня гілка гусеничної стрічки спиралася на опорні котки машини. Ведучі колеса гребневого зачеплення розташовувалися позаду, а лінивці з механізмом натягу гусениці — спереду. Гусениці складалася з 72 штампованих сталевих траків шириною 500 мм з розташуванням траків з гребенем і без нього.

### Озброєння
Завод № 9 розробив і побудував не менше чотирьох 122-мм гармат Д-2, які до середини 1944 року успішно пройшли полігонні випробування. Відомо, що вони були полегшеною версією А-19 на лафеті гаубиці М-30. У листопаді 1943 року, шляхом накладення ствольної групи гармати Д-2 на люльку 85-мм танкової гармати Д-5 було створено гармату Д-25.

### Засоби зв'язку
Засоби зв'язку самохідно-артилерійської установки включали в себе радіостанцію 9-Р і танковий переговорний пристрій ТПУ-3бісФ.

## Підсумки
З огляду на великий обсяг переробок, малого боєзапасу, перевантаження передніх котків машини і зниження рухливості машини від подальшої розробки СУ-Д25 було вирішено відмовитися.